# Rosa caudata
Rosa caudata är en rosväxtart som beskrevs av John Gilbert Baker. Rosa caudata ingår i släktet rosor, och familjen rosväxter. Utöver nominatformen finns också underarten R. c. maxima.

## Bildgalleri

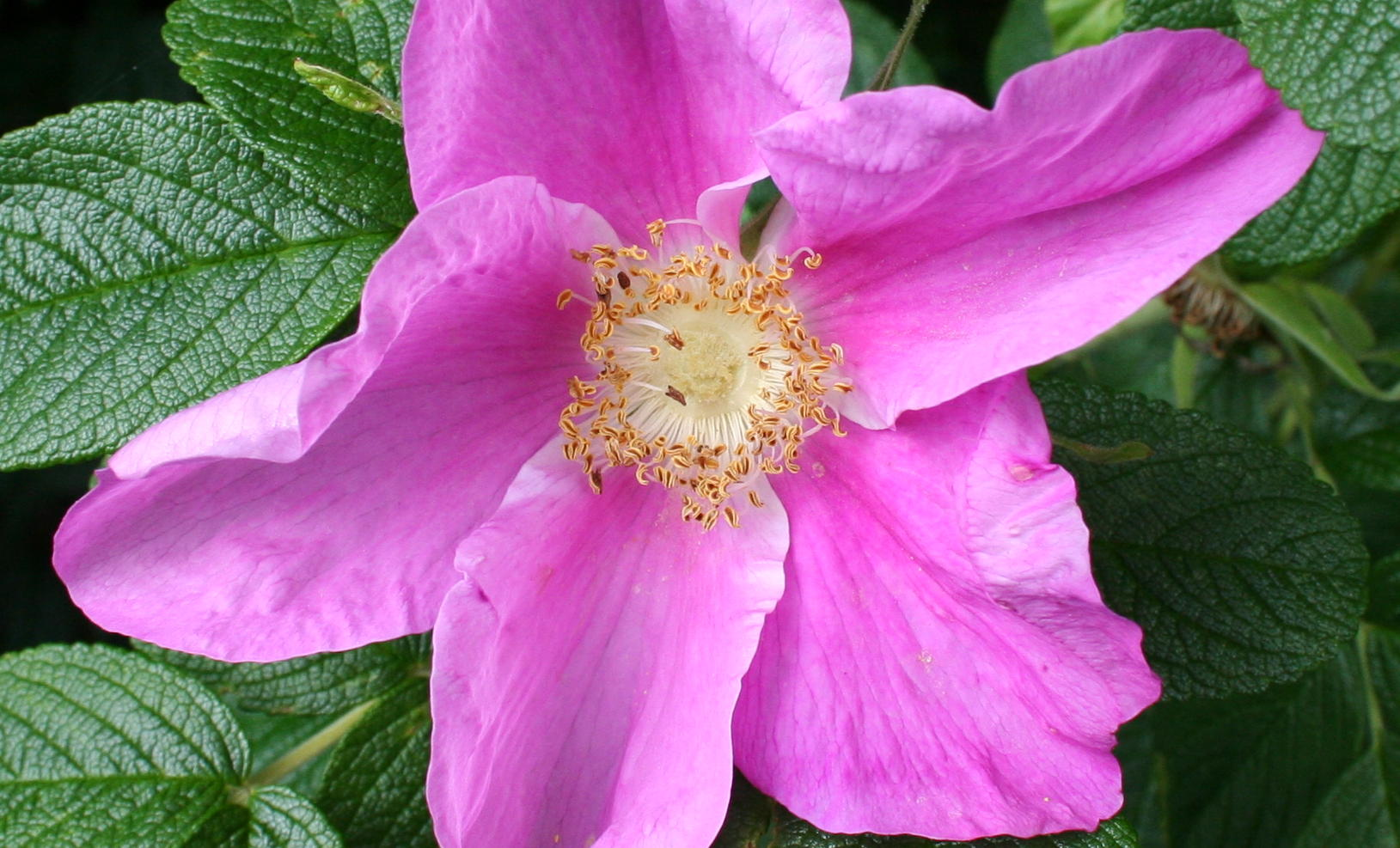
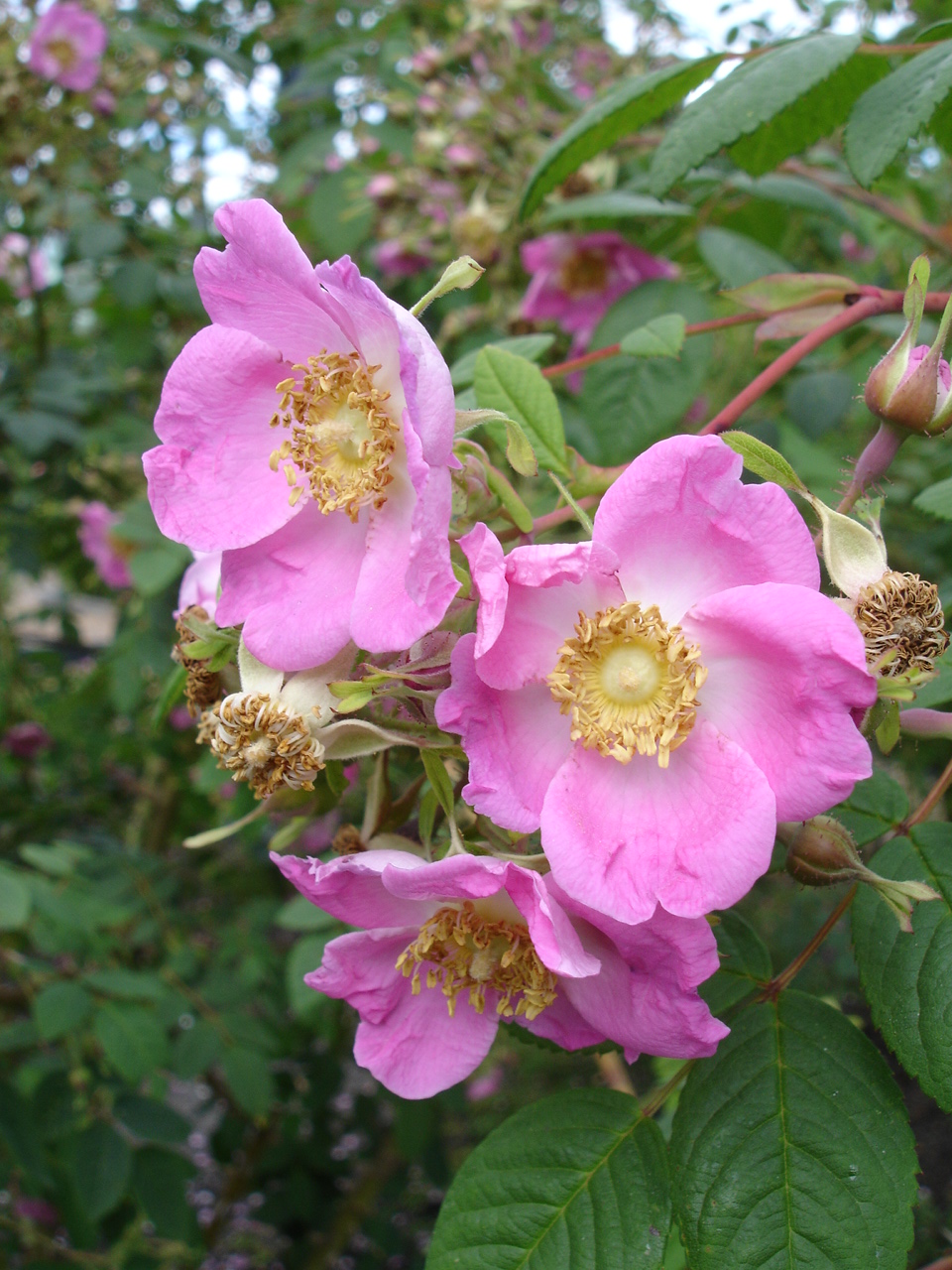